# Bioska
Bioska (cyr. Биоска) – wieś w Serbii, w okręgu zlatiborskim, w mieście Užice. W 2011 roku liczyła 422 mieszkańców.